# Adonisz
Az Adonisz görög mitológiai férfinév.

## Gyakorisága
Az 1990-es években szórványosan fordult elő. A 2000-es és a 2010-es években sem szerepel a 100 leggyakrabban adott férfinév között.
A teljes népességre vonatkozóan a 2000-es és a 2010-es években az Adonisz nem szerepelt a 100 leggyakrabban viselt férfinév között.

## Névnapok
ajánlott névnap
- május 12.[2]

## Híres Adoniszok
- Adónisz: a görög mitológia alakja
- Adonis: költő, író (Alí Ahmad Sa'íd Asbar)